# Sandra Ringwald
Sandra Ringwald, född 27 september 1990, är en tysk längdskidåkare som debuterade i världscupen den 4 december 2010 i Düsseldorf, Tyskland. Hennes första pallplats i världscupen kom i teamsprint den 17 januari 2016 i Planica, Slovenien.
Den 29 mars 2019 meddelade hon att hon avslutar karriären.